# Terwara
Terwara fou un estat tributari protegit de l'agència de Palanpur, limitat pels estats de Diodar al nord, Kankrej a l'est, Radhanpur al sud, i Bhabhar a l'oest. La superfície era de 324 km² i la població el 1881 de 8.846 habitants. El país era pla i obert.
El territori pertanyé al nawab de Radhanpur, que sota nawab Kamal al-Din el va arrabassar als rajputs baghela vers 1715. Els governadors locals, una nissaga originària del Sind, foren fidels als nawabs i van servir com a cavallers. L'estat fou reconegut a Baluch Khan el 1822 tot i l'oposició del nawab de Radhanpur. A Baluch Khan el va succeir Thakur Nathu Khan, que governava el 1882-1883, i tenia 53 anys.
La capital era Terwara situada a 24° 03′ 30″ N, 71° 43′ 30″ E / 24.05833°N,71.72500°E.